# Nord-Sud (revue)
Pour les articles homonymes, voir Nord-Sud (homonymie).
Nord-Sud est une revue française de poésie dirigée par le poète Pierre Reverdy. Apparue en mars 1917, elle a compté seize numéros en quatorze livraisons, avant de disparaitre en 1918. Elle est tirée modestement entre 100 et 200 exemplaires.
Dès l'éditorial du premier numéro, Reverdy place la revue sous le patronage d'Apollinaire, écrivant « Naguère les jeunes poètes allèrent trouver Verlaine pour le tirer de l'obscurité. Quoi d'étonnant que nous ayons jugé le moment venu de nous grouper autour de Guillaume Apollinaire ? »

## Titre
Le titre Nord-Sud fait référence à la compagnie de métropolitain reliant Montmartre, au nord de Paris, à Montparnasse, au sud. La revue se propose ainsi de relier les deux foyers artistiques de l’époque,.

## Histoire

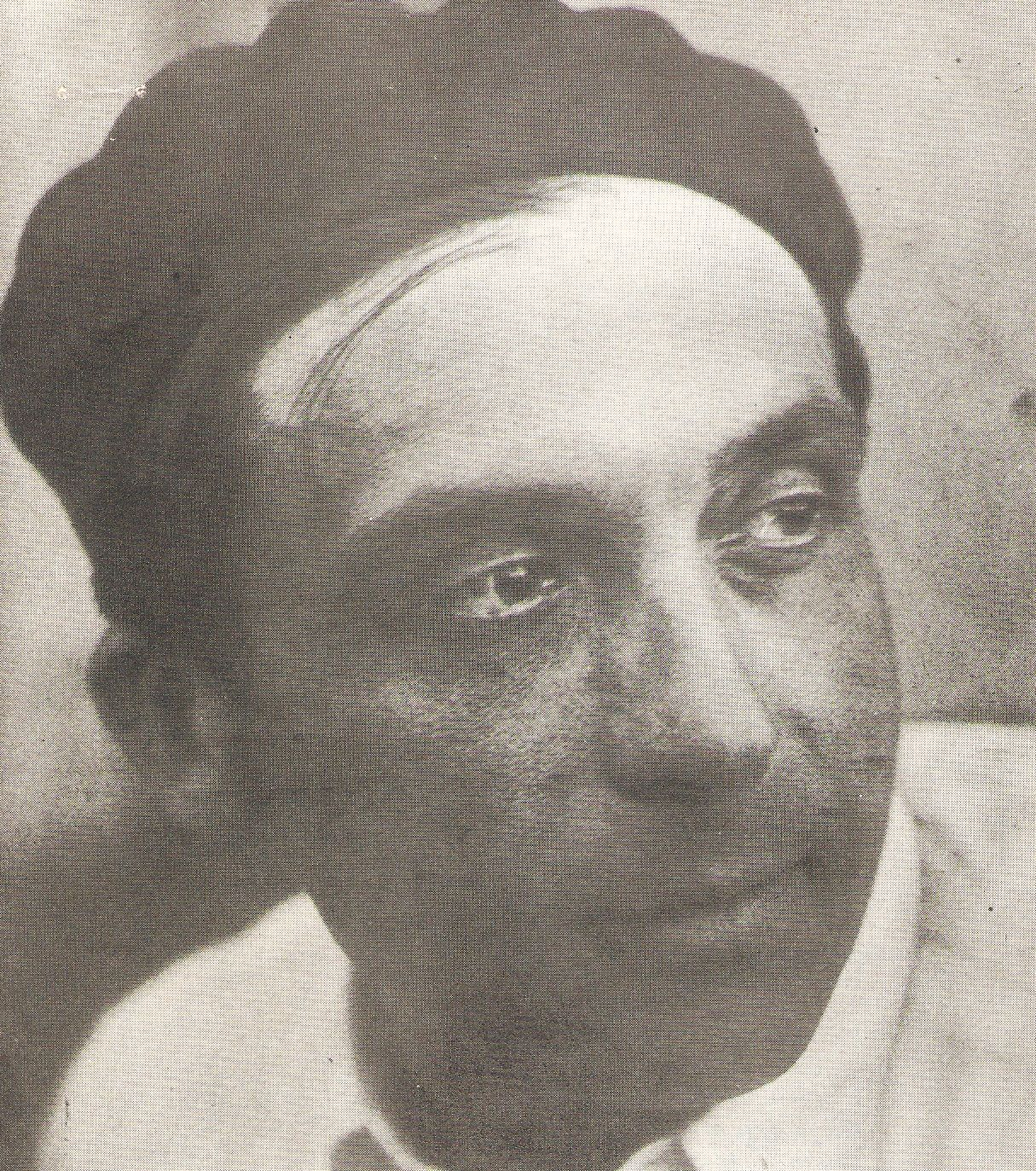
Le poète Pierre Reverdy est le fondateur et le directeur de la revue.

Pierre Reverdy conçoit ce projet à la fin de 1916, alors que la vie artistique est toujours anesthésiée par la Grande Guerre, pour montrer les parallélismes entre les théories poétiques de Guillaume Apollinaire, de Max Jacob et de lui-même, marquant ainsi le début d'une époque nouvelle pour la poésie et la réflexion artistique. Reverdy y expose ses théories littéraires, ainsi que de nombreuses réflexions sur le cubisme, notamment sur ses amis Pablo Picasso et Georges Braque. Joan Miró représente la revue dans un tableau qui porte son nom, Nord-Sud (1916-1917), en hommage au poète et aux artistes qu'il admire.

## Ligne éditoriale
Rassemblant les poètes associés à l'esthétique du « cubisme littéraire », la revue a également accueilli les textes des futurs dadaïstes. C'est dans ses pages que Tristan Tzara trouve l'occasion d'une première publication en France, en dépit d'une certaine méfiance de Reverdy à son égard.
L'esthétique de Nord-Sud se nourrit des poétiques d'Edgar Allan Poe, Baudelaire et Mallarmé, ainsi que des réflexions « entourant le cubisme » et « certaines intuitions d'Apollinaire ». Elle est en revanche indifférente aux expérimentations littéraires d'avant-guerre comme l'unanimisme, aux écrivains de la NRF, et refuse le terme d'« avant-garde ».

## Forme
Nord-Sud est caractérisée dans sa forme par une « harmonie sobre ». Sa page de titre, uniquement typographique, a été conçue avec le concours de Juan Gris. Cette sobriété distingue la revue de ses consœurs d'avant-garde. Dans une lettre à Jacques Doucet de 1917, Max Jacob explique que Reverdy « rugit devant les fantaisies typographiques de l'Élan et de Sic ».

## Diffusion et financement

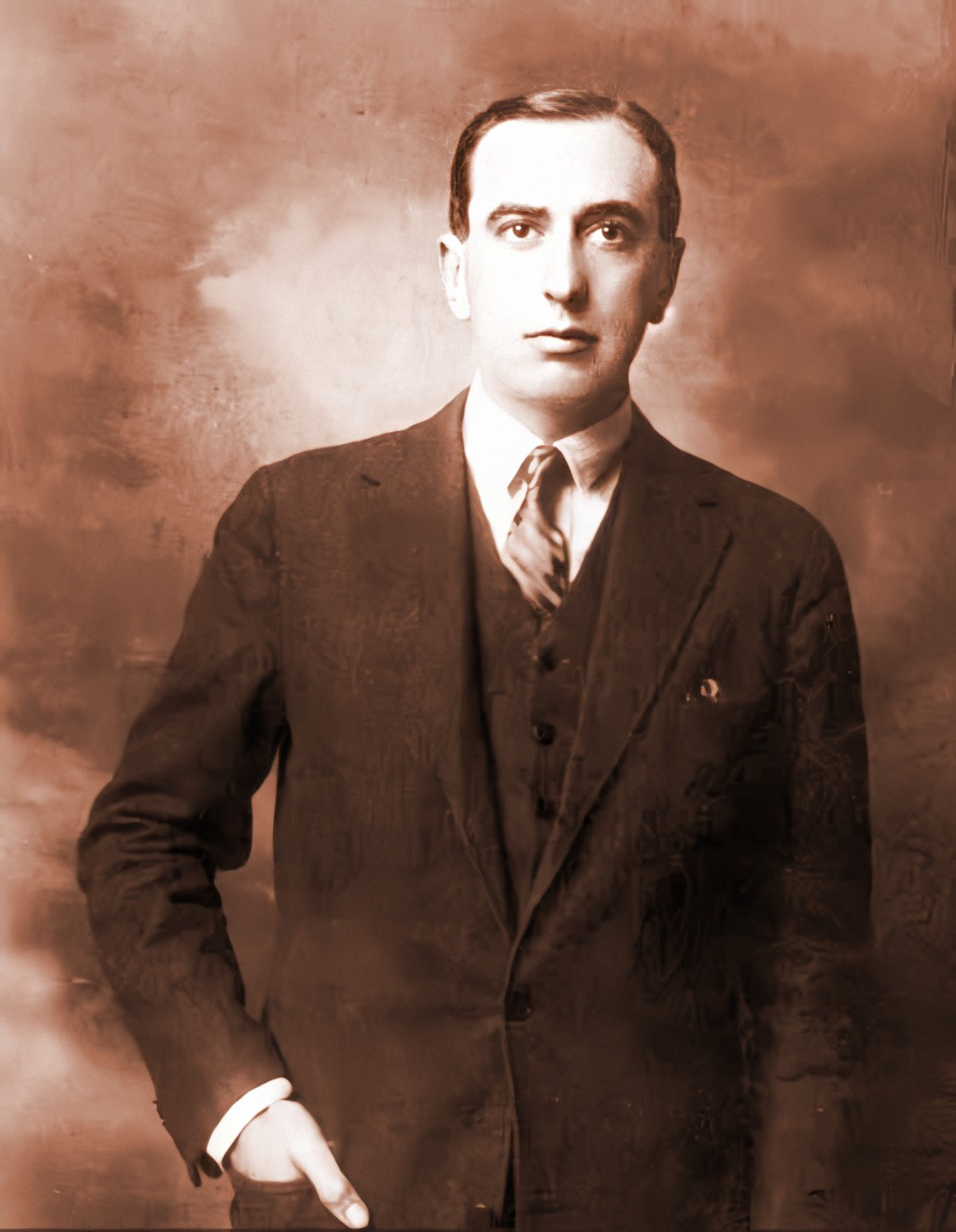
Le poète chilien Vicente Huidobro (1893-1948), est l'un des mécènes de la revue.

La revue ne jouit que d'un tirage faible, sans doute d'environ 100 exemplaires par livraison, et d'une diffusion artisanale, reposant principalement sur les dépôts en librairies et galeries d'arts.
Elle a été financée par deux mécènes : le poète Vicente Huidobro, que Reverdy rencontre par l'intermédiaire de Pierre Albert-Birot et surtout Jacques Doucet.

## Liste exhaustive des auteurs publiés
- Guillaume Apollinaire
- Louis Aragon
- Georges Braque
- André Breton
- Jean Cocteau
- Paul Dermée
- Louis de Gonzague Frick
- Vincent Huidobro
- Max Jacob
- Fernand Léger
- Hélène Oettingen (sous les pseudonymes Roch Grey et Léonard Pieux)
- Jean Paulhan
- Pierre Reverdy (parfois sous le pseudonyme de Clément Milart et S. Laforêt)
- Léonce A. Rosenberg
- Alberto Savinio
- Justin-Frantz Simon
- Philippe Soupault
- Tristan Tzara
- Fritz-René Vanderpyl

### Sources primaires
- Pierre Reverdy, Nord-Sud, 1917-1918, 16 numéros, accessibles en ligne sur Scopalto
- Pierre Reverdy, Nord-Sud 1917-1918, revue littéraire : collection complète, Paris, Nouvelle éditions Place, 1997 (ISBN 978-2-85893-034-0)Réédition reliée des 16 numéros de la revue.

### Sources critiques
- [Alain-Hubert 1980] Étienne Alain-Hubert, « Préface », dans Nord-Sud, revue littéraire, collection complète, Jean-Michel Place, 1980 (ISBN 2-85893-034-1), p. I-XVII
- [Béhar 2007] Henri Béhar, « Pierre Reverdy et Nord-Sud », Histoires littéraires, no 30,‎ 2007, p. 6-15 (lire en ligne). .
- [Breuil 2014] Eddie Breuil, « Nord-Sud », dans Dictionnaire des revues littéraires au XXe siècle: Domaine français, Honoré Champion, 2014 (ISBN 978-2-7453-2756-7 et 978-2-7453-3717-7, DOI 10.14375/np.9782745337177, lire en ligne), p. 1003-1006
- [Sanouillet 2005] Michel Sanouillet, Dada à Paris, Paris, CNRS Éditions, 2005 (1re éd. 1965) (ISBN 2-271-06337-X, DOI 10.4000/books.editionscnrs.8805), p. 52-55.
- [Sebbag 1997] Georges Sebbag, « SIC, Nord-Sud et Littérature », dans Madeleine Renouard, Pierre Albert-Birot, Laboratoire de modernité, Paris, Jean-Michel Place, 1997 (ISBN 285 893 299-9), p. 53-63
- [Suter 2017] Patrick Suter, « Les revues littéraires en 1917 », Littérature, no 188,‎ avril 2017, p. 61-73 (DOI 10.3917/litt.188.0061, lire en ligne)